# خارج از تاریکی (فیلم ۲۰۲۲)
خارج از تاریکی (انگلیسی: Out of Darkness)، (با عنوان قبلی منشأ) یک فیلم ماجراجویی، فیلم ترسناک فیلم دلهره‌آور بریتانیایی محصول ۲۰۲۲، به کارگردانی اندرو کامینگ در اولین فیلم بلند خود است.

## طرح
در پارینه‌سنگی زبرین، ۴۵۰۰۰ سال پیش، شش انسان مدرن اولیه در جستجوی زندگی بهتر به سواحل سرزمینی ناشناخته رسیدند: رهبر گروه «آدم»، همسر باردارش «آوه» Ave، برادر کوچکترش «گیر» Geirr و پسر ۱۱ ساله‌اش «هرون». «بیاح» Beyah، یک زن جوان ولگرد و «اودال»، یک مرد مسن نیز با آنها همراه هستند.
همان‌طور که آنها به سمت کوه‌ها می‌روند و به دنبال غاری برای سکونت هستند، گروه با موجودی مرموز روبرو می‌شوند و پسر آدم به نام «هرون» شبانه ربوده می‌شود. به دلیل اینکه «آدم» اصرار دارد که آنها را که پسرش را ربودند در جنگل تعقیب کند، گروه مجبور می‌شوند به دنبال او به داخل جنگل بروند. آن‌ها در جنگل گم می‌شوند و «آدم» تلاش می‌کند هنگام تاریکی، موجود مرموز را به تنهایی دنبال کند. او مورد حمله قرار می‌گیرد و توسط برادرش «گیر» با جراحاتی مرگبار به اردوگاه گروه بازگردانده می‌شود. زن جوان، «بیاح» رهبر گروه «آدم» را می‌کشد، و به پیشنهاد او، همه جز «گیر» آأمخواری می‌کنند تا از گرسنگی نجات پیدا کنند.
«گیر» ناموفق تلاش می‌کند تا گروه را در جنگل هدایت کند. «اودال» با این باور که دیو آنها را تحت تعقیب قرار می‌دهد، قاعدگی «بیاح» را مقصر می‌داند و با کمک «آوه» سعی می‌کند او را به عنوان قربانی انسانی تقدیم کند. در جریان درگیری، «گیر» بیهوش می‌شود و «بیاح» فرار می‌کند.
«اودال» در عوض با ضربه چاقو سعی می‌کند که «آوه» را به عنوان جایگزین قربانی کند، اما در این روند مچ پای او را می‌شکند. با روشنایی جنگل توسط شفق قطبی، «اودال» می‌بیند که موجودی بدن «آوه» را می‌گیرد. در سحر، «بیاح»، «گیر» را پیدا می‌کند و آنها شاهد کشتن «اودال» توسط موجودی هستند. برای گرفتن او کمین می‌کنند، اما او فرار می‌کند. آنها متوجه شدند که او یک زن نئاندرتال است که ماسک زده است. آنها او را تا کوه دنبال می‌کنند و غاری را پیدا می‌کنند که «بیاح» معتقد است نئاندرتال‌ها در آن زندگی می‌کند.
پس از ورود «بیاح» به غار، توسط یک نئاندرتال نر مورد حمله قرار می‌گیرد که او را به زمین می‌چسباند و سعی دارد او را خفه کند. او تظاهر به مرگ می‌کند و سپس مرد نئاندرتال را با چاقو می‌زند و او را وادار می‌کند که از او دور شود. «بیاح» نیزه چوبی خود را پس می‌گیرد و نئاندرتال را به طرز فجیعی زخمی می‌کند. سپس او به داخل غار راهش را ادامه می‌دهد، جایی که یک پرنده حواصیل سالم را کشف می‌کند و با یک نئاندرتال ماده روبرو می‌شود. گیر، با شنیدن فریادهای بیاح، کار کشتن نئاندرتال مرد در حال مرگ را تمام می‌کند و از طریق غار به راهش ادامه می‌دهد تا «بیاح» را پیدا کند. سپس زن نئاندرتال با تبر سنگی به «گیر» حمله می‌کند و او را می‌کشد. نئاندرتال ماده «بیاح» را تهدید می‌کند، که بستر خز را آتش می‌زند و «هرون» از طریق یک سوراخ عمودی کوچک در غار فرار می‌کند. نئاندرتال ماده تلاش می‌کند تا او نیز فرار کند اما در بالای دهانه گیر می‌کند، اما در حالی که هرون سعی می‌کند به او کمک کند، «بیاح» او را با سنگ می‌کشد. او به «هرون» می‌گوید که نئاندرتال‌ها هیولاهایی هستند که گروه آنها را کشتند، در حالی که او می‌گوید: «آنها مانند ما هستند» و به این معنی است که آنها او را ربودند تا از او تغذیه و محافظت کنند.
فیلم با بیان جزئیات داستان آنها به پایان می‌رسد. به نظر می‌رسد که او از کشتن نئاندرتال‌ها پشیمان است و می‌گوید که آنها فقط افرادی بودند که به اندازه گروه او از ناشناخته‌ها وحشت داشتند. هرون جسد «آوه» Ave را به «بیاح» را در غار نشان می‌دهد که توسط نئاندرتال‌ها برای مراسم خاکسپاری آماده شده بود. آن دو مرده‌ها را دفن می‌کنند، و «بیاح»، که اکنون ادعای مالکیت غار را دارد، اظهار می‌کند: «او و پسر یادگرفتند که زنده بمانند، اولین مردم جدید.» آخرین سخن او در پاسخ به پرسش هرون: «حالا چه کنیم؟» این است که «ما دوباره تلاش می‌کنیم.»، احتمالاً با درس‌هایی که این دو آموخته‌اند.

## تولید
کامینگ در سال ۲۰۲۱ در گفتگو با «اسکرین اینترنشنال» این پروژه را «یک فیلم ترسناک پارینه‌سنگی» نامید. او برای اولین بار در سال ۲۰۱۵ ایده فیلم را با تهیه‌کننده الیور کاسمن در میان گذاشت و آن دو از روث گرینبرگ برای فیلمنامه این پروژه دعوت کردند. کاسمن این فیلم را برای برنامه Escape و تهیه کنندگی اجرایی آن توسط دیوید کاپلان و سام اینتیلی به نمایندگی از Animal Kingdom انجام شد. این فیلم توسط Wendy Griffin از Selkie Productions تهیه شده است. تأمین مالی از Screen Scotland و انستیتوی فیلم بریتانیا، اهداء وجوه از National Lottery انجام شد. عکاسی اصلی در طول قرنطینه دنیاگیری کوید-۱۹ در نوامبر ۲۰۲۰ در اطراف Gairloch در اسکاتلند انجام شد. کمپانی سازنده هتل گایرلوخ را استخدام کرد و تمام فیلمبرداری در یک مایلی محل اجرا انجام شد. این فیلم کاملاً به یک زبان مصنوعی به نام تولا ساخته شده توسط دانیل اندرسون و بر اساس زبان عربی و زبان باسکی ساخته شده است.

## بازخورد

### دریافت انتقادی
در وبگاه جمع‌آوری نقد راتن تومیتوز، ٪۸۶ از ۱۱۲ بررسی منتقدان مثبت است و میانگینِ امتیاز آن ۶٫۷/۱۰ است. اجماع این وبگاه چنین می‌نویسد: «۶۸»
در یک بررسی مثبت، دنیس هاروی از «وراتی» نوشت: «آنچه روی صفحه کار می‌کند، عناصر اساسی اما باارزش تصاویر بصری قابل توجه و حالتی از خطر محسوس است که گهگاه به خشونت آشکار تبدیل می‌شود. کمک بیشتر به حفظ یک آسیب‌پذیری مضطرب، آدام جانوتا بزوفسکی است.» گلن کنی از راجرایبرت.کام'' به فیلم سه ستاره از چهار ستاره داد و نوشت: "داستانی که در خارج از تاریکی روایت می‌شود، در نهایت غم‌انگیزتر از ترسناک است، تمثیلی دربارهٔ خشونت و ریشه‌های جنگ انسانی. کوین ماهر از تایمز به آن ۴/۵ ستاره داد، نوشت، «اغلب اتفاق نمی‌افتد که یک فیلم ترسناک یکبار مصرف، شما را به دنبال نسخه‌ای از پرفروش‌ترین کتاب یووال نوح هراری انسان خردمند: تاریخ مختصر بشر ببرد، اما به نظر می‌رسد جذابیت این فیلم بی‌سر و صدای بریتانیایی، خواندن بیشتر را تقریباً ضروری کرده است.» مایکل اتکینسون از «ویلج ویس» منتقدتر بود و نوشت: «فیلم در نهایت همان فیلم ترسناکی نیست که در حال عرضه به بازار است، بیشتر شبیه یک فیلم اسلشر غارنشین است، با چرخشی در اواخر بازی به سمت تحمل و بردباری و درک بین گونه‌ها که کاملاً با بدن‌های خرد شده در فیلم همخوانی ندارد.»

### تحسین‌ها
این فیلم در جوایز فیلم ایندیپندنت بریتانیا نامزدی دریافت کرد، از جمله بهترین کارگردانی برای کامینگ، بهترین موفقیت برای Oakley-Green، بهترین موسیقی برای آدام جانوتا بزووسکی، بهترین مو و گریم برای نیام موریسون، و بهترین فیلمنامه برای اولین بار برای Ruth Greenberg. Oakley-Green برنده جایزه فیلم مستقل بریتانیا برای اجرای موفقیت‌آمیز در شب شد.
یانگ و اوکلی گرین بعداً توسط بفتا اسکاتلند جایزه بهترین فیلم و بازیگر زن فیلم را برای این فیلم دریافت کردند که در مراسم جایزه بهترین فیلم بلند را دریافت کرد.